# Bahira Abdulatif
Bahira Abdulatif Yasin (nacida como Bahira Mohammed Abdulatif, el 12 de marzo de 1957 en Bagdad, Irak) es una intelectual, escritora, traductora, intérprete y profesora  de traducción, interpretación y literatura en la universidad de Bagdad, UAM, UCM y USAL. 
A principios de los años 1990 se da a conocer en Irak por la traducción de La arboleda perdida, memorias de Rafael Alberti, por la que gana el premio Mejor Libro Traducido del Año 1993 en Irak. Su primera obra conocida en España es Lapidación, estudio sobre mujeres árabes y musulmanas, Madrid 2003.

## Biografía
Nace en la ciudad de Bagdad donde acaba sus estudios universitarios en La Facultad de Letras, Universidad de Bagdad 1980. En 1978 empieza a escribir sus primeros artículos para la revista Al Maraa, única revista y de difusión nacional que se dedica a la mujer iraquí por aquel entonces. Activista y defensora de derechos de la mujer desde finales de los setenta hasta la actualidad participando en iniciativas, proyectos, conferencias y congresos internacionales en Irak, España, Suiza y otros países.   
Entre 1980 y 1983 estudia Traducción e Interpretación en varias universidades entre Madrid, Universidad de Salamanca y Santander.
A su vuelta a Irak en 1983 empieza a trabajar en Dar Al Mamún, Bagdad, Editorial del Ministerio de la Cultura de Irak, dedicándose durante más de 12 años a la difusión de la cultura y literatura española e hispanoamericana. A la vez, imparte clases de Lengua y Literatura española en la Facultad de Idiomas, Universidad de Bagdad, Hasta su salida de Irak a mediados de 1995. En Madrid, ciudad donde reside desde entonces, continúa su carrera literaria e intelectual defendiendo los derechos de la mujer árabe y musulmana, dando cientos de charlas y participando en congresos y ponencias sobre el feminismo y la cultura árabe e islámica.

## Premios y becas
- 1993, Mejor Libro Traducido, Bagdad, Irak, por la traducción de La Arboleda Perdida, Memorias de Rafael Alberti.
- Beca de Doctorado de la Agencia Española de Cooperación con el Mundo Árabe e Islámico 1996-1999, Ministerio de Asuntos Exteriores de España.
- 2000,  Contemplaciones Budistas. Relatos. Editorial Elaleph. Madrid.
- 2003, Lapidación; Estudios sobre mujer árabe, Islam y sociedad Editorial Olivum, Madrid.
- 2004, El Laberinto de Bagdad. (Bahira Abdulatif y Ignacio Gutiérrez de Terán) Ensayos. Sevilla Doble J.

## Coautora en los siguientes libros
- 2015, Irak, la gran falacia de una invasión: proteger a las mujeres, (25 pp.), en el libro: Conflictos armados, género y comunicación.
- 2013, Violencia, explotación sexual y trata de mujeres en Irak tras la ocupación angloamericana.  (20 p., en el libro: Nuevos retos en la lucha contra la trata de personas, Universidad de Granada.
- 2012,  Retazos de una imagen por completar, en el libro: Memoria de Iraq
- 2011,  Mujeres en el Islam, una nueva lectura hermenéutica de los textos coránicos. (12 pp.), en el libro: Las mujeres en las Religiones, Ediciones Civilización Global.
- 2008,  El sistema tribal en Irak y la condición de las mujeres bajo la ocupación estadounidense. (20 pp.), en el libro: Iraq bajo ocupación: Destrucción de la identidad y la memoria.
- 2008,  Retazos de una biografía invadida por los intrusos, del libro: Face UN.
- 2007,  Las mujeres de Irak bajo ocupación norteamericana: lucha por recuperar derechos del siglo pasado (15 pp.), en el libro: Mujeres en un mundo global.
- 2007,  El desafío de la interculturalidad, en el libro: Enciende tu compromiso.
- 2005,  La mujer en el Islam (26 pp.), (en el libro La Mujer en los orígenes del Cristianismo, Desclée de Brouwer.
- 2004,  La mujer iraquí entre dictadura y ocupación (15 pp.), en el libro Oriente Medio: el laberinto de Bagdad.
- 2002,  Los miedos al diálogo interreligioso (10 pp.), en el libro Los miedos al diálogo islamo cristiano.

## Libros traducidos
- 2013, Libro del Segundo Rubí de Ibn Abd Rabbihi del Collar Singular. Madrid
- 2014, Velázquez y el espíritu de la modernidad de José Antonio Maravall. El Cairo.
- 2004, Historia, literatura, sociedad y una coda española de José Carlos Mainer. El Cairo.
- 2003, Nunca hallarán mis labios de Antonio Cillóniz de la Guerra, Editorial El Aleph y El Quijote, Damasco.
- 2003, La arboleda perdida, memorias de Rafael Alberti. Editorial  Dar AlMamun, Bagdad, Irak.
- 1993, Antología poética española ( 1950-1975) de Sami Mahdi. (Revisión) Bagdad, Irak.

## Entrevistas
- RTVE Entrevista
- RTVE Entrevista
- Más Voces Radio
- EITB euskadi
- ivoox Charla con Bahira Abdulatif
- Programa de Radio Dos Luces
- Radio Utopía programa Olvida tu equipaje
- Conferencia Casa Árabe Madrid
- II Congreso Nacional de Extranjería
- Conferencia. Feminismo y literatura femenina árabe

## Prensa
- ABC
- Irak Bajo Ocupación
- Diagonal Global
- Libre Red
- La Voz Digital
- CCOO
- Poemas por Ciudad Juárez
- La Criox
- Amnistía Internacional  Archivado el 16 de marzo de 2015 en Wayback Machine.

- Datos: Q20895997
- Multimedia: Bahira Abdulatif / Q20895997